# ایراد اتومبیلز
ایراد اتومبیلز (انگلیسی: Automobiles ERAD) شرکت خودروسازی فرانسوی بود، که در سال ۱۹۷۵ تأسیس شد و در سال ۱۹۹۷ منحل گردید.